# Бидайколь
Бидайколь (каз. Бидайкөл, до 1997 г. — Гигант) — село в Чиилийском районе Кызылординской области Казахстана. Административный центр Гигантского сельского округа. Находится примерно в 3 км к югу от районного центра, села Шиели. Код КАТО — 435239100.
Основано в 1928 году. Имеются фермерские хозяйства по выращиванию риса и скотоводческие хозяйства.

## Население
В 1999 году население села составляло 2616 человек (1298 мужчин и 1318 женщин). По данным переписи 2009 года в селе проживал 2901 человек (1455 мужчин и 1446 женщин).